# Blackwood Creek
Blackwood Creek is een plaats in de Australische deelstaat Tasmanië en telt 314 inwoners (2006).